# Nacionalidad portuguesa

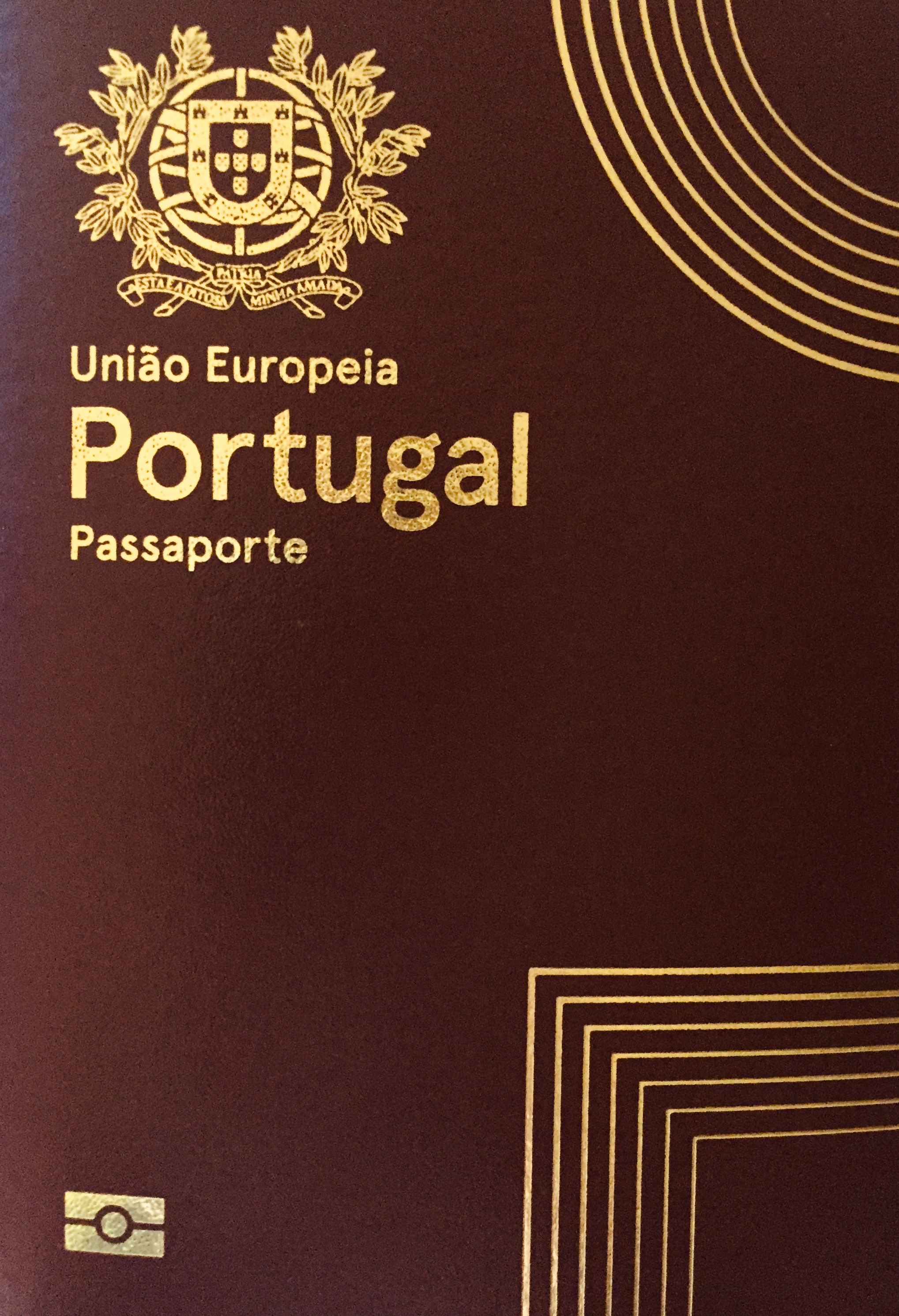
Pasaporte portugués

La nacionalidad portuguesa se regula por el Decreto-ley n.º 237-A, de 14 de diciembre de 2006, y se rige por la Ley Orgánica n.º 2, de 17 de abril de 2006, que modificaron de forma sustancial la Ley de Nacionalidad (Ley n.º 37, de 3 de octubre de 1981). Desde 1981 el principio básico en el que se fundamenta la nacionalidad portuguesa es el ius sanguinis, por el cual es ciudadano portugués de origen el individuo hijo de padre portugués o de madre portuguesa. En 2015 el Partido Social Demócrata aprobó una ley para conceder, en algunos casos especiales, la ciudadanía portuguesa a los nietos de portugueses. El Bloco de Esquerda ha defendido reformar la legislación para otorgar la nacionalidad de origen a los nacidos en Portugal de padres extranjeros (ius soli).